# Municipio de Harrison (condado de Howard)
El municipio de Harrison (en inglés: Harrison Township) es un municipio ubicado en el condado de Howard en el estado estadounidense de Indiana. En el año 2010 tenía una población de 9489 habitantes y una densidad poblacional de 168,32 personas por km².

## Geografía
El municipio de Harrison se encuentra ubicado en las coordenadas 40°26′2″N 86°11′10″O / 40.43389, -86.18611. Según la Oficina del Censo de los Estados Unidos, el municipio tiene una superficie total de 56.38 km², de la cual 56.14 km² corresponden a tierra firme y (0.42%) 0.24 km² es agua.

## Demografía
Según el censo de 2010, había 9489 personas residiendo en el municipio de Harrison. La densidad de población era de 168,32 hab./km². De los 9489 habitantes, el municipio de Harrison estaba compuesto por el 89.85% blancos, el 5.01% eran afroamericanos, el 0.15% eran amerindios, el 2.14% eran asiáticos, el 0.01% eran isleños del Pacífico, el 0.62% eran de otras razas y el 2.22% pertenecían a dos o más razas. Del total de la población el 2.3% eran hispanos o latinos de cualquier raza.